# Sangkhom (huyện)
Sangkhom (tiếng Thái: สังคม) là huyện (amphoe) cực tây của tỉnh Nong Khai, đông bắc Thái Lan.

## Địa lý
Các huyện giáp ranh (từ phía đông theo chiều kim đồng hồ) là Si Chiang Mai, Pho Tak của Nong Khai Province, Na Yung của Udon Thani Province và Pak Chom của tỉnh Loei. Về phía bắc bên kia sông Mekong là tỉnh Viêng Chăn của Lào.

## Lịch sử
Ban đầu là một tambon của huyện Tha Bo, một đơn vị trở thành huyện mới thành lập huyện Si Chiang Mai ngày 4 tháng 8 năm 1958. Đơn vị này được thành lập thành tiểu huyện (King Amphoe) ngày 1 tháng 3 năm 1966, và được nâng thành huyện ngày 16 tháng 11 năm 1971. Từ ngày 14 tháng 11 năm 1975 cho đến ngày 14 tháng 11 năm 1978, huyện này thuộc quản lý của quân đội trong đợt chiến dịch quân sự 115.

## Hành chính
Huyện này được chia thành 5 phó huyện (tambon), các đơn vị này lại được chia ra thành 36 làng (muban). Sangkhom là một thị trấn (thesaban tambon) nằm trên một phần của tambon Sangkhom và Kaeng Kai. Có 5 Tổ chức hành chính tambon.
| STT | Tên       | Tên tiếng Thái | Số làng | Dân số |  |
| --- | --------- | -------------- | ------- | ------ |  |
| 1.  | Kaeng Kai | แก้งไก่          | 6       | 4.304  |  |
| 2.  | Pha Tang  | ผาตั้ง           | 7       | 5.724  |  |
| 3.  | Ban Muang | บ้านม่วง         | 7       | 3.030  |  |
| 4.  | Na Ngio   | นางิ้ว           | 9       | 6.094  |  |
| 5.  | Sangkhom  | สังคม           | 7       | 3.846  |  |